# Barbiedukke
 "Barbie" omdirigeres hertil. For andre betydninger af Barbie, se Barbie (flertydig).
En Barbiedukke er en dukke fremstillet af firmaet Mattel.
Barbiedukken blev opfundet af Mattel i 1959 og er elsket for sin afspejling af småpigers drømme om voksenlivet. Barbie-dukken er dog også kritiseret for sin fordrejning af kvindekroppens naturlige mål,    og for sin tendens til fastlåsning af kønsroller og konformitet.
Dukken blev til efter en idé af Ruth Handler (1916-2002),  som blev inspireret af sin datters interesse for påklædningsdukker. Hun ville skabe en 3D-udgave af påklædningsdukken. Derfor blev der fra begyndelsen produceret en masse tøj og tilbehør. Dukken er opkaldt efter hendes datter Barbara, der blev kaldt Barbie til dagligt. Længe blev der solgt to dukker i sekundet. Den første dukke blev lavet den 9. marts 1959 og er på museum. Både Barry Williams og Andrew Meyers har prøvet at købe den. Meyers bød en formue for den, men Ruth Handler vil ikke sælge.
En række kendte kvinder er fremstillet som Barbiedukke: Marilyn Monroe, Audrey Hepburn, Farrah Fawcett, kronprinsesse Victoria af Sverige, Beyoncé, Nicki Minaj og selveste J.K. Rowling. 